# Deborah Kaminer
Deborah Ruf, coniugata Kaminer (in ebraico דבורה רוף-קמינר‎?; Leopoli, 24 giugno 1925), è un'ex cestista israeliana.

## Carriera
Con Israele ha disputato i Campionati europei del 1950.